# Owsley County
Owsley County is een county in de Amerikaanse staat Kentucky.
De county heeft een landoppervlakte van 513 km² en telt 4.858 inwoners (volkstelling 2000). De hoofdplaats is Booneville.

## Bevolkingsontwikkeling

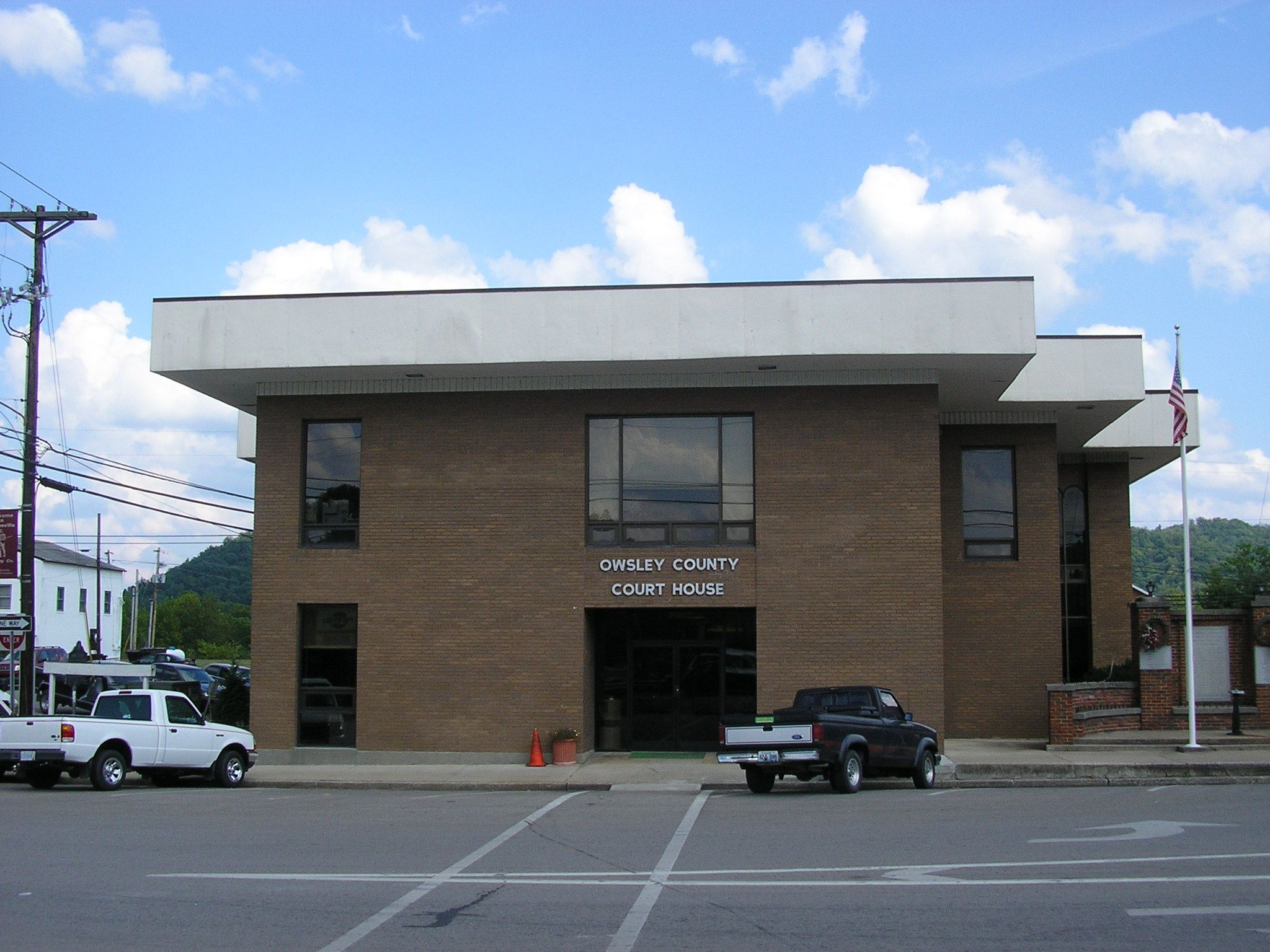
Owsley County Courthouse